# Rajd Niemiec 1999
Rajd Niemiec 1999 (18. ADAC Rallye Deutschland) – 18 edycja rajdu samochodowego Rajd Niemiec rozgrywanego w Niemczech. Rozgrywany był od 2 lipca do 3 lipca 1999 roku. Była to dwudziesta siódma runda Rajdowych Mistrzostw Europy w roku 1999 (rajd miał najwyższy współczynnik - 20), czwarta runda Rajdowych Mistrzostw Niemiec i trzecia runda Rajdowych Mistrzostw Holandii.

## Klasyfikacja rajdu
| Miejsce                          | Kierowca                     | Pilot                        | Samochód                     | Czas                         | Strata                       |                              |
| Klasyfikacja generalna i ERC     | Klasyfikacja generalna i ERC | Klasyfikacja generalna i ERC | Klasyfikacja generalna i ERC | Klasyfikacja generalna i ERC | Klasyfikacja generalna i ERC | Klasyfikacja generalna i ERC |
| -------------------------------- | ---------------------------- | ---------------------------- | ---------------------------- | ---------------------------- | ---------------------------- | ---------------------------- |
| 1.                               | Armin Kremer                 | Klaus Wicha                  | Subaru Impreza S5 WRC '97    | 2:39:26.5                    | 0.0                          |                              |
| 2.                               | Nikolaus Schelle             | Gerhard Weiss                | Opel Astra Kit Car           | 2:38:02.0                    | +3:23.0                      |                              |
| 3.                               | Mark Breijer                 | Hans van Goor                | Ford Escort RS Cosworth      | 2:39:29.0                    | +4:50.0                      |                              |
| 4.                               | Enrico Bertone               | Massimo Chiapponi            | Renault Mégane Maxi          | 2:42:31.7                    | +7:52.7                      |                              |
| 5.                               | Carsten Mohe                 | Michael Kölbach              | Renault Mégane Maxi          | 2:42:45.5                    | +8:06.5                      |                              |
| 6.                               | Pavel Sibera                 | Petr Gross                   | Škoda Octavia Kit Car        | 2:43:03.7                    | +8:24.7                      |                              |
| 7.                               | Sven Haaf                    | Dieter Hawranke              | Mitsubishi Carisma GT Evo VI | 2:43:37.2                    | +8:58.2                      |                              |
| 8.                               | Janina Depping               | Susanna Moufang              | Ford Escort RS Cosworth      | 2:44:52.9                    | +10:13.9                     |                              |
| 9.                               | Peter Bijvelds               | Piet Bijvelds                | Mitsubishi Lancer Evo V      | 2:45:56.6                    | +11:17.6                     |                              |
| 10.                              | Hermann Gassner sen.         | Siegfried Schrankl           | Proton Pert                  | 2:46:06.3                    | +11:27.3                     |                              |
| Klasyfikacja mistrzostw Niemiec  |                              |                              |                              |                              |                              |                              |
| 1.                               | Armin Kremer                 | Klaus Wicha                  | Subaru Impreza S5 WRC '97    | 2:39:26.5                    | 0.0                          |                              |
| 2.                               | Nikolaus Schelle             | Gerhard Weiss                | Opel Astra Kit Car           | 2:38:02.0                    | +3:23.0                      |                              |
| 3.                               | Carsten Mohe                 | Michael Kölbach              | Renault Mégane Maxi          | 2:42:45.5                    | +8:06.5                      |                              |
| 4.                               | Sven Haaf                    | Dieter Hawranke              | Mitsubishi Carisma GT Evo VI | 2:43:37.2                    | +8:58.2                      |                              |
| 5.                               | Janina Depping               | Susanna Moufang              | Ford Escort RS Cosworth      | 2:44:52.9                    | +10:13.9                     |                              |
| 6.                               | Hermann Gassner sen.         | Siegfried Schrankl           | Proton Pert                  | 2:46:06.3                    | +11:27.3                     |                              |
| Klasyfikacja mistrzostw Holandii |                              |                              |                              |                              |                              |                              |
| 1.                               | Mark Breijer                 | Hans van Goor                | Ford Escort RS Cosworth      | 2:39:29.0                    | 0.0                          |                              |
| 2.                               | Peter Bijvelds               | Piet Bijvelds                | Mitsubishi Lancer Evo V      | 2:45:56.6                    | +6:27.6                      |                              |